# Gaetano Palloni
 (février 2024).
Si vous disposez d'ouvrages ou d'articles de référence ou si vous connaissez des sites web de qualité traitant du thème abordé ici, merci de compléter l'article en donnant les références utiles à sa vérifiabilité et en les liant à la section « Notes et références ».
Gaetano Palloni, né le 5 septembre 1766 à Montevarchi et mort le 17 février 1830 à Livourne, est un médecin et académicien italien.

## Biographie
Né le 5 septembre 1766 à Montevarchi, il fait ses études au collège de la Sapience de Pise, où il a obtenu une bourse de la munificence souveraine. Après avoir terminé son cursus à l’université de Pise, il va s’établir à Florence et obtient rapidement la réputation d'être d’un bon praticien. 
Partisan de l’éclectisme, sans toutefois rejeter les vérités et les observations pratiques, il est le premier à étudier et à faire connaître en Italie les doctrines de John Brown, bien qu’il les sache lui-même inexactes. Nommé en 1795 membre de l’Accademia dei Georgofili, puis de l’académie de Florence, il s’y fait remarquer par plusieurs travaux importants. Lorsque Jenner publie en 1798 son ouvrage où il promeut la vaccine comme traitement préventif contre la petite vérole, Palloni le diffuse en Toscane et réalise de nombreuses expériences pour en vérifier l’efficacité. Il publie ensuite un mémoire afin d’en répandre l’usage. Il est récompensé par la place de médecin des hôpitaux de Saint-Boniface et de Sainte-Marie Nouvelle, et par le titre de professeur honoraire de l’université de Pise. Une chaire de médecine est créée spécialement pour lui à Florence. En 1804, la fièvre jaune fait des ravages à Livourne, où elle a été importée par le commerce maritime ; le gouvernement y envoie Palloni, qui parvient à enrayer l'épidémie, de sorte qu'il est félicité par l’historien Carlo Botta. Les moyens qu'il emploie sont si efficaces qu’en peu de temps l’épidémie disparaît. Il est alors nommé médecin du lazaret et du port de Livourne. À partir de cette époque, il est apprécié par tous les gouvernements successifs de Toscane. Il devient secrétaire général de l’académie italienne, membre du jury de médecine dans le département de la Méditerranée, chevalier de l’ordre royal des Deux-Siciles institué par Murat, et, après 1815, il est anobli par le grand-duc de Toscane, qui lui a déjà attribué l’ordre de Saint-Joseph. Palloni meurt à Livourne le 17 février 1830, après une courte maladie.
Il est membre des académies de Copenhague, de Vilnius, de Lund, de Berlin et de presque toutes les sociétés savantes de l’Italie.

## Œuvres
On a de lui, en italien :
- Sur les causes qui diminuent ou détruisent la respirabilité de l’air atmosphérique et sur les moyens de la rétablir par la végétation, mémoire inséré dans le tome 3 des Actes de l’accademia dei Georgofili, année 1795 ;
- Sur le changement de climat dans les parties méridionales de l’Europe, ibid. ;
- Éloge de Michelangelo Gianetti, Florence, 1797 ;
- Mémoire sur l’inoculation du vaccin en Toscane, Florence, 1801 ;
- Observations médicales sur la fièvre qui a régné à Livourne en 1804, Florence, 1805 ;
- Avis médical sur le même sujet, ibid. ;
- Éloge de Tommaso Bonicoli, inséré dans le premier tome des Actes de l’académie italienne ;
- Sur le typhus pétéchial, Livourne, 1817 ;
- Commentaire sur la maladie pétéchiale de 1817, avec quelques essais sur les contagions en général et sur le principe de la vie, Livourne, 1819. Ce Commentaire a été traduit en allemand l’année suivante.
- Éloge de S. E. le baron Francesco Spannocchi Piccolomini, Florence, 1823 ;
- La fièvre jaune est-elle ou non contagieuse ? Livourne, 1824, mémoire qui a reçu l’approbation du conseil de santé de Paris, ainsi que de la junte sanitaire de Barcelone, et a été traduit en espagnol la même année.
- Sur l’état actuel de la médecine, discours lu à la société médicale de Livourne, 1826 ;
- Rapport des travaux de la société médicale de Livourne, du 20 mai au 20 novembre 1826, Livourne, 1827 ;
- Sur les constitutions épidémiques et sur les maladies endémiques, Livourne, 1827 ;
- Histoire d’un cas de somnambulisme, avec quelques réflexions sur ce phénomène et sur le sommeil, insérée dans le Nouveau Mercure des sciences médicales, mars 1829.